# Pechipogo palpalis
Pechipogo palpalis là một loài bướm đêm trong họ Noctuidae.